# Francesco De Feo (regista)
Francesco De Feo (Altamura, 20 luglio 1920 – Trani, 7 maggio 2020) è stato un regista e sceneggiatore italiano.
Ha lavorato nel mondo del cinema fra gli anni cinquanta e sessanta del XX secolo, in particolare nel campo dei Mondo movie.

## Filmografia

### Regista
- Oggi la donna, (1954)
- Il Lungo Assedio Bianco  - Cortometraggio (1960)
- La vendetta della maschera di ferro (1961)
- Mondo nudo, (1963)
- Nudo, crudo e..., co-regia con Adriano Bolzoni (1965)

### Sceneggiatore
- Cavalleria rusticana, regia di Carmine Gallone (1953)
- Vestire gli ignudi, regia di Marcello Pagliero (1954)
- Le schiave di Cartagine, regia di Guido Brignone (1956)
- La rivolta dei gladiatori, regia di Vittorio Cottafavi  (1958)
- Nel segno di Roma, regia di Guido Brignone  (1959)
- La vendetta della maschera di ferro, regia di Henri Decoin e Francesco De Feo (1961)
- Il gladiatore invincibile, regia di Alberto De Martino e Antonio Momplet (1962)

### Soggetto
- Il gladiatore invincibile, regia di Alberto De Martino e Antonio Momplet (1962)

### Aiuto regista
- Mio figlio professore, regia di Renato Castellani (1946)
- Anni difficili, regia di Luigi Zampa (1948)